# Circuito grampeador

O grampeador de tensão sem polarização positiva converte verticalmente a forma de onda de entrada de modo que todas as partes dela sejam aproximadamente maiores que 0 V. A oscilação negativa da saída não cairá abaixo de cerca de -0,6 V, pressupondo um diodo P-N de silício.

Um circuito grampeador tem a finalidade de alterar o niıvel CC de um sinal. Em particular, grampeadores de tensão são circuitos que adicionam um nivel CC (positivo ou negativo) a um sinal qualquer, isto é, grampeiam o sinal a um nivel CC sem afectar a forma de onda. O dobrador de tensão é, provavelmente, o circuito grampeador mais conhecido.
O circuito grampeador é composto por um diodo, um capacitor e um resistor. O diodo permite a passagem da corrente em apenas uma direção, o capacitor armazena carga elétrica e o resistor controla a taxa de carregamento e descarregamento do capacitor.

## Grampeador positivo
No semiciclo negativo o díodo conduz recarregando o capacitor até a tensão de pico (Vp). No semiciclo positivo o díodo corta e sendo a constante de tempo RLC muito maior que o período do sinal de entrada, não dá tempo do capacitor se descarregar muito até que comece o próximo semiciclo negativo. Assim, o capacitor age como uma bateria de Vp volts. No próximo semiciclo positivo então, a tensão observada na carga será a soma do valor no capacitor mais a parte positiva na senóide. No semiciclo negativo será a subtracção que dará no pico negativo Vp – Vp = 0.

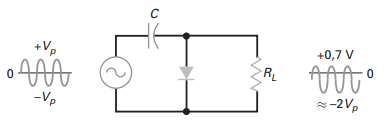
Formas de onda de entrada, diagrama do circuito e formas de onde de saida.

Se considerarmos a queda de aproximadamente 0,7V do díodo, a carga do capacitor será Vp -0,7V de modo que nos próximos semiciclos negativos a subtracção do sinal do semiciclo da tensão do capacitor não será no mínimo 0 V e sim aproximadamente  -0,7V (ou a tensão de joelho do díodo usado).

## Grampeador negativo

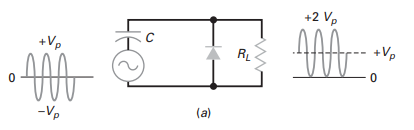
Formas de onda de entrada, diagrama do circuito e formas de onde de saida.

Invertendo a posição do diodo no circuito anterior (seta do símbolo do díodo apontando para baixo), a polaridade do capacitor também é invertida gerando um grampeador negativo.

## Aplicações do circuito grampeador
- Proteção de circuitos: O grampeador pode ser usado  para proteger circuitos de sobretensões, limitando a amplitude do sinal de     entrada a um nível seguro.
- Restauração de nível DC: Em sistemas de comunicação, o grampeador pode ser usado para restaurar o nível DC de um sinal que foi     perdido durante a transmissão.
- Geração de formas de onda: O grampeador pode ser usado  para gerar formas de onda complexas, como ondas quadradas e triangulares,  a partir de um sinal senoidal.
- Amplificador transistorizado classe-C sintonizado.
- Amplificador classe C sintonizado.
- Multiplicador de frequências.
- Circuitos com diodos.[4]